# Series de Lidstone
En matemáticas, una serie de Lidstone, nombrada en honor a George James Lidstone, es una expansión polinómica que expresa cierto tipo de funciones enteras.
Sea ƒ(z) ser una función entera de tipo exponencial menor a (N + 1)π, definida más abajo. Entonces ƒ(z) puede ser expandido en términos de polinomios An de la siguiente forma:
{\displaystyle f(z)=\sum _{n=0}^{\infty }\left[A_{n}(1-z)f^{(2n)}(0)+A_{n}(z)f^{(2n)}(1)\right]+\sum _{k=1}^{N}C_{k}\sin(k\pi z).}
Una función es del tipo exponencial menor a t si la función
{\displaystyle h(\theta ;f)={\underset {r\to \infty }{\limsup }}\,{\frac {1}{r}}\log |f(re^{i\theta })|}
es acotada encima por t.  Así, la constante N utilizada en la suma de más arriba está dada por
{\displaystyle t=\sup _{\theta \in [0,2\pi )}h(\theta ;f)}
con
{\displaystyle N\pi \leq t<(N+1)\pi .}